# Enningdalsälven
Enningdalsälven (norwegisch Enningdalselva oder Berbyelva) ist ein Fluss an der norwegisch-schwedischen Grenze in den historischen Provinzen Østfold  und Bohuslän.
Er bildet den Abfluss des Norra Bullaresjön und überquert nach etwa 1,1 Kilometer die Grenze um später in den Iddefjord zu münden.
Das Einzugsgebiet des Flusses umfasst auf schwedischer Seite die Gemeinden Dals-Ed, Munkedal, Tanum und Strömstad.
Auf norwegischer Seite die Gemeinden Halden und Aremark.
Zu seinem Flusssystem gehören die Seen Boksjön, Kornsjön und Bullaresjöarna.
Der Enningsdalsälven ist als Lachsfluss bekannt.